# Конрад I фон Пайлщайн
Конрад I фон Пайлщайн (на немски: Konrad I, Graf von Peilstein; * ок. 1116; † ок. 16 март 1168) от род Зигхардинги, е граф на Тенглинг и на Пайлщайн (1120 – 1168) в района на Залцбург в Австрия и фогт на манастир Михаелбойерн близо до Залцбург.

## Произход и наследство
Произходжда род Зигхардинги, клон графовете на Тенглинг в Херцогство Бавария. Той е най-големият син на граф Фридрих II фон Тенглинг († 1120) и съпругата му Матилда фон Лехсгемюнд († 19 октомври), дъщеря на граф Куно I фон Лехсгемюнд († 1092/1094) и Матилда фон Ахалм-Хорбург († 1092/1094). Сестра му Хилдбург фон Тенглинг († 31 юли) e наследничка, омъжена за граф Зигфрид I фон Лебенау († 1132).
Чичо му граф Зигхард IX фон Тенглинг († 1104) e женен за Ида фон Суплинбург (1073 – 1138), единствената сестра на по-късния император (1133) Лотар III фон Суплинбург (1075 – 1137). Чичо му Хайнрих I фон Фрайзинг († 1137) e епископ на Фрайзинг (1098 – 1137).
Баща му Фридрих II фон Тенглинг умира през 1120 г. и е наследен от зет му Зигфрид I фон Лебенау, който получава всичките собствености на Зигхардингите западно от Залцах.
Родът Пайлщайн измира по мъжка линия през 1218 г. През 1356 г. херцог Рудолф IV въвежда в титлата си и Граф фон Пайлщайн.

## Фамилия
Първи брак: с Еуфемия Австрийска († 1168), дъщеря на маркграф Леополд II Австрийски „Красиви“ († 1095) и Ита фон Рателбург († сл. 1101). Те имат вероятно една дъщеря:
- Юта († 22 ноември пр. 1170, погребана в манастир Гьотвайг), омъжена за граф Лютолд фон Плайн († 22/23 януари 1164), син на граф Верганд фон Плайн

Втори брак: с Адела фон Орламюнде († ок. 10 август 1155), дъщеря на граф Зигфрид I фон Ваймар-Орламюнде († 1113), пфалцграф при Рейн, и Гертруда фон Нортхайм († 1154/1165). Те имат децата:
- Елизабет фон Пайлщайн, омъжен за Лютолд III фон Гутенберг
- Фридрих IV фон Пайлщайн, граф на Пайлщайн и Клееберг/Насау (1145/62).
- Кунигунда фон Пайлщайн († 13 април), омъжена 1183 г. за граф Майнхард II фон Гьорц († 1231), син на граф Енгелберт II фон Гьорц († 1191) и Аделхайд фон Фалай-Вителсбах († сл. 1179)
- Конрад II фон Пайлщайн († ок. 12 ноември 1195), женен ок. 1155 г. за София фон Фобург († 12 март 1176/1178), вдовица на Херанд II фон Фалкенщайн († 1155), дъщеря на маркграф Диполд III фон Фобург († 1146) и втората му съпруга Кунигунда фон Байхлинген († 1140)
- Матилда фон Пайлщайн († ок. 11 декември 1175), омъжена I. за Рихер V фон Хоенбург/Хехенберг († ок. 1163), II. за граф Арнолд фон Марайт-Грайфенщайн († 1170)
- Зигфрид I фон Пайлщайн-Мьорле († сл. 1174), граф на Пайлщайн и Клееберг, граф на Мьорле (1158); има син:
  - граф Зигфрид II фон Мьорле, Клееберг, господар на Лимбург († ок. 11 август 1194), женен за Еуфемия фон Пайлщайн († сл. 1236)